# Clem Cattini
Clemente Anselmo "Clem" Cattini (28. august 1937 i London England) er en engelsk rocktrommeslager.  
Cattini er en af de mest benyttede sidemen i den engelske rocks historie. Han har indspillet over hundrede af plader med f.eks. The Tornados, Cliff Richard, Tom Jones, Engelbert Humperdinck, Lou Reed, Roy Orbison, Hank Marvin og Donovan. 
1. ↑  Navnet er anført på engelsk og stammer fra Wikidata hvor navnet endnu ikke findes på dansk.
2. ↑  Navnet er anført på bokmål og stammer fra Wikidata hvor navnet endnu ikke findes på dansk.